# Kitchen Impossible/Staffel 5
Die Folgen der von VOX ausgestrahlten fünften Staffel Kitchen Impossible wurden seit dem 1. Dezember 2019 gesendet. Damit waren, nach Ausstrahlung von Staffel 4 von Anfang Februar bis Mitte März 2019, erstmals zwei Staffeln mit neuen Folgen innerhalb eines Jahres zu sehen. Wie bei der Staffel zuvor, waren die Folgen schon eine Woche vor ihrer TV-Erstausstrahlung bei TVNOW abrufbar.

## Produktion und Ausstrahlung
Im November 2019 wurde bekannt gegeben, dass erstmals der Start einer neuen Staffel in den Dezember eines Jahres vorgezogen wird. Die Ausstrahlung zweier Folgen erfolgte am 1. und 8. Dezember 2019, angeschlossen von der 3. Weihnachts-Edition am darauffolgenden Sonntag.
Diese Folgen wurden von VOX zeitweise als staffelunabhängige „Bonusepisoden“ bezeichnet, an anderen Stellen dieser 5. Staffel zugeordnet. Wiederum andere Quellen, unter anderem RTL+, verordnen diese beiden Folgen als vorletzte und letzte Episoden von Staffel 4.
Die Fortsetzung der Staffel fand vom 9. Februar 2020 bis zum 29. März 2020 statt, angeschlossen von der Wiederholung der Folge mit Max Stiegl aus Staffel 4, einer erneuten Ausstrahlung ebenjener Folge mit Nenad Mlinarevic aus dem vorangegangenen Dezember 2019 und drei Best-Of-Folgen.

## Duellanten

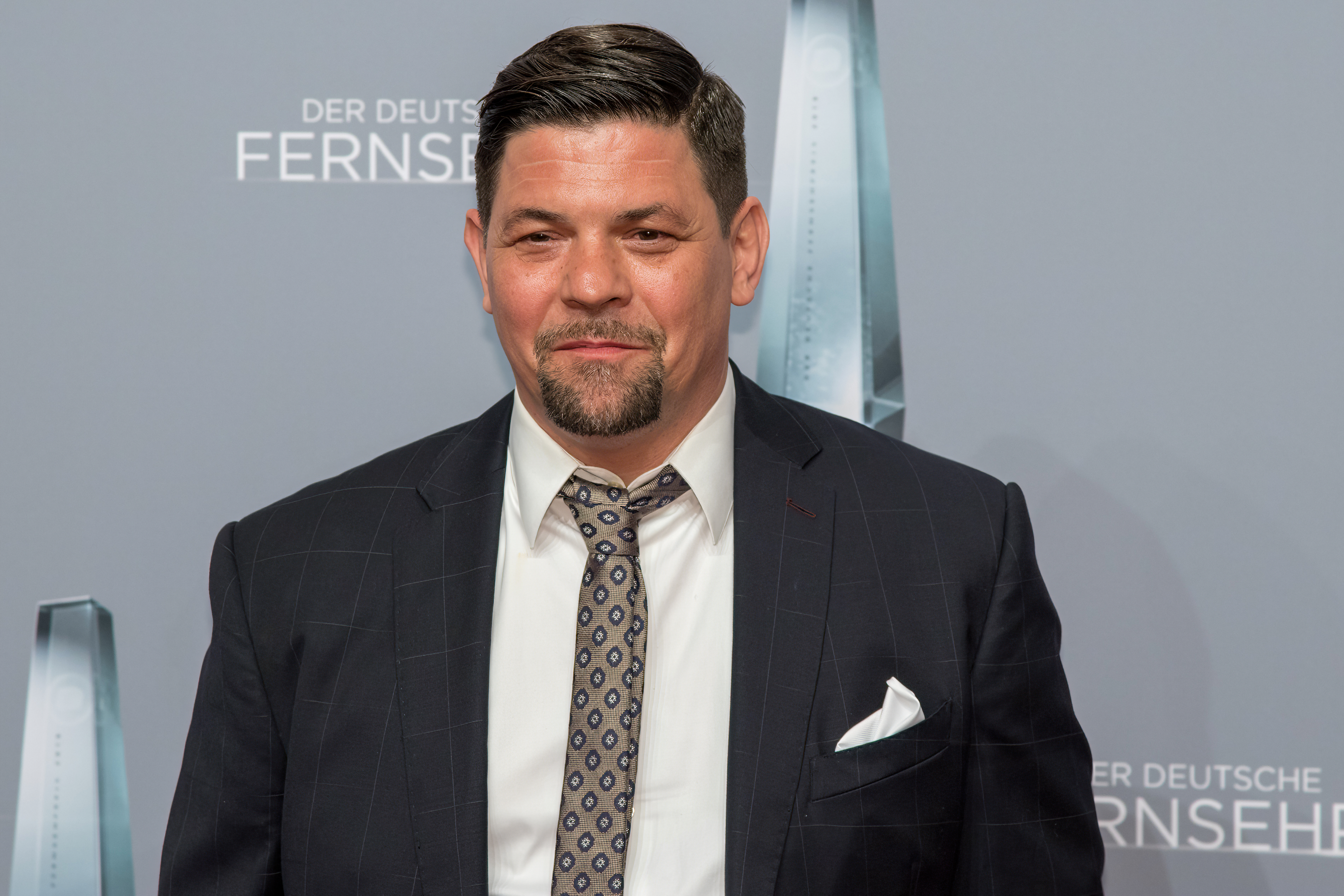
Tim Mälzer

Bei der offiziellen Ankündigung des Staffelstarts im November 2019, wurden Peter Maria Schnurr, der zuvor bereits als Duellant Roland Trettls in Staffel 3, wie auch in der 2. Weihnachts-Edition (2018) zu sehen war, als auch Nenad Mlinarevic, der, wie u. a. Lukas Mraz und Max Stiegl zuvor, bereits 2018 in Mälzers kurzlebiger Sendung Knife Fight Club auftrat, als erste Gegner benannt. Bereits im Mai 2019 wurde Steffen Henssler, welcher seit dem Grill den Profi Sommer-Special 2018 als Konkurrent Mälzers gehandelt wurde, bestätigt. Zudem kam es zum obligatorischen Duell zwischen Mälzer und Tim Raue, wobei diese ihr erstmals gemeinsames Ziel von Trettl im Rahmen der Weihnachts-Edition 2019 überreicht bekamen: sie würden beide in Österreich ein und dasselbe Gericht für ein und dieselbe Jury kochen.
Weitere Duellanten wurden im Januar 2020 bekannt gegeben: so misst sich Mälzer mit Franz Keller, Haya Molcho, Jan Hartwig, Christoph Kunz, Martin Klein und erneut Max Strohe, der bereits in der vorherigen Staffel ein Gegner Mälzers war. Molcho war ebenso in der vorherigen Staffel zu sehen gewesen, wobei Mälzer durch Tanja Grandits eine Herausforderung bei ihr gestellt wurde. Lukas Mraz war ebenfalls erneut in der Sendung zu sehen, dieses Mal an Seiten seines Vaters, als Originalköche einer an Christoph Kunz gestellten Aufgabe und in der Folge mit Gegner Jan Hartwig.

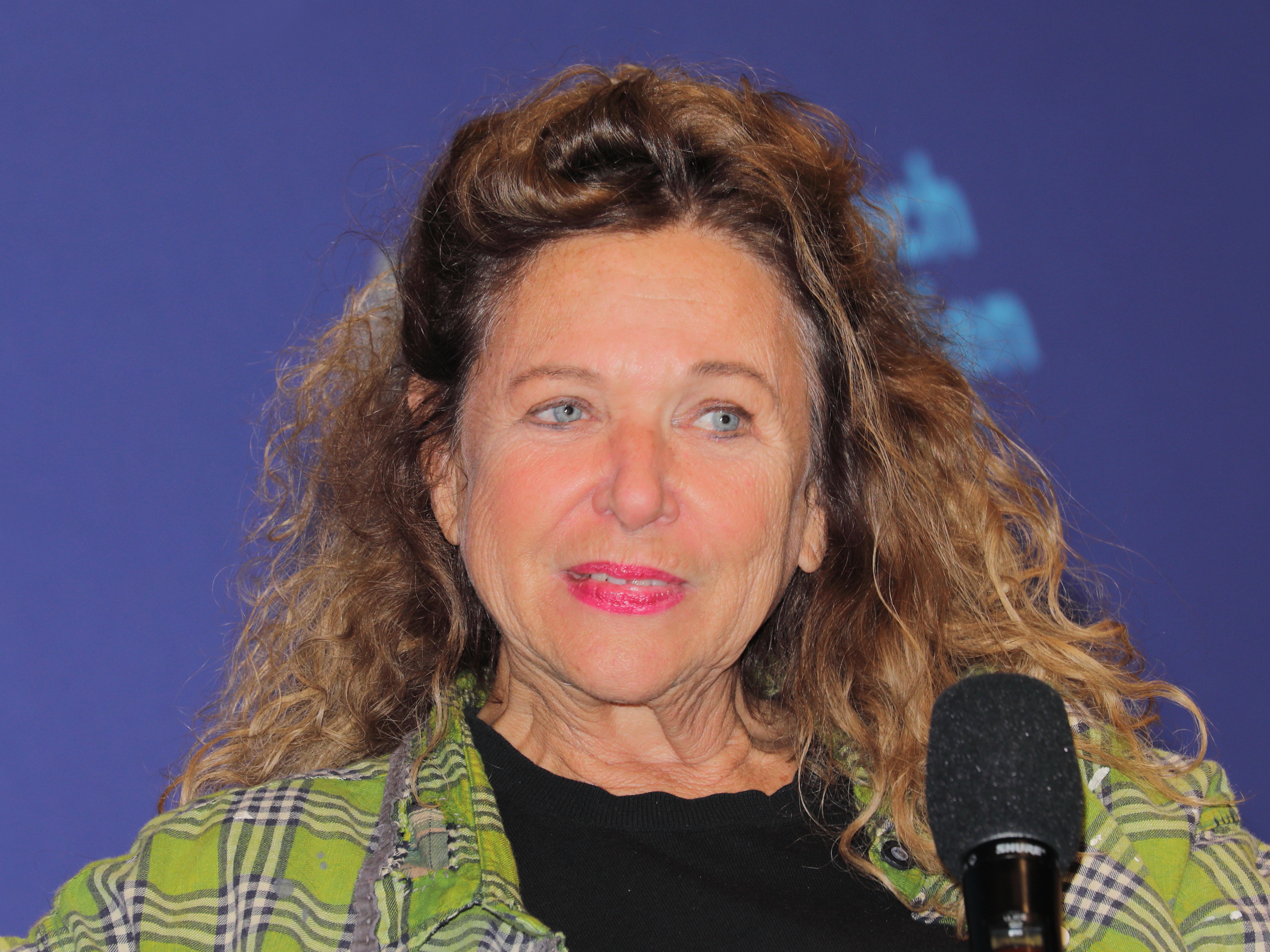
Haya Molcho
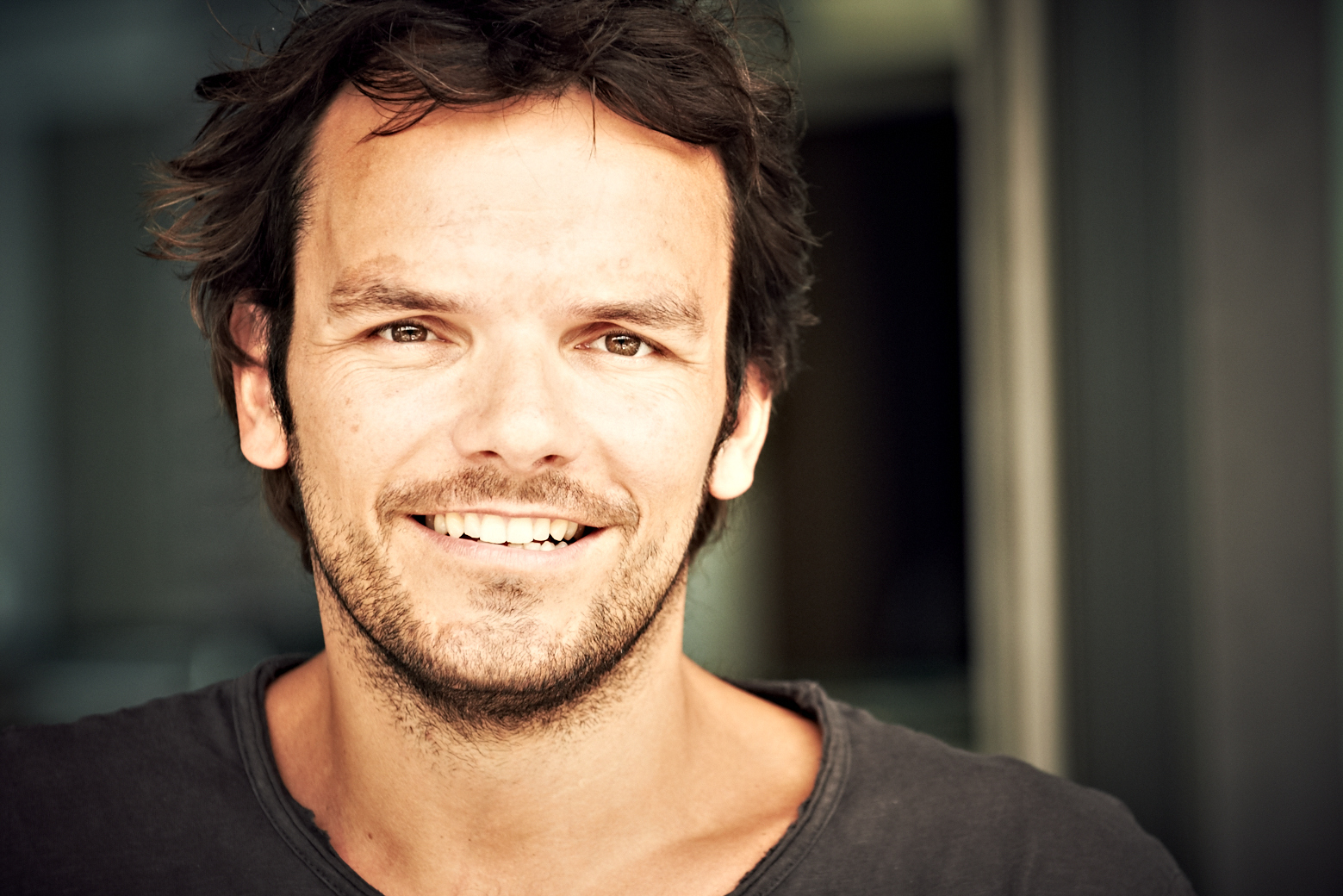
Steffen Henssler
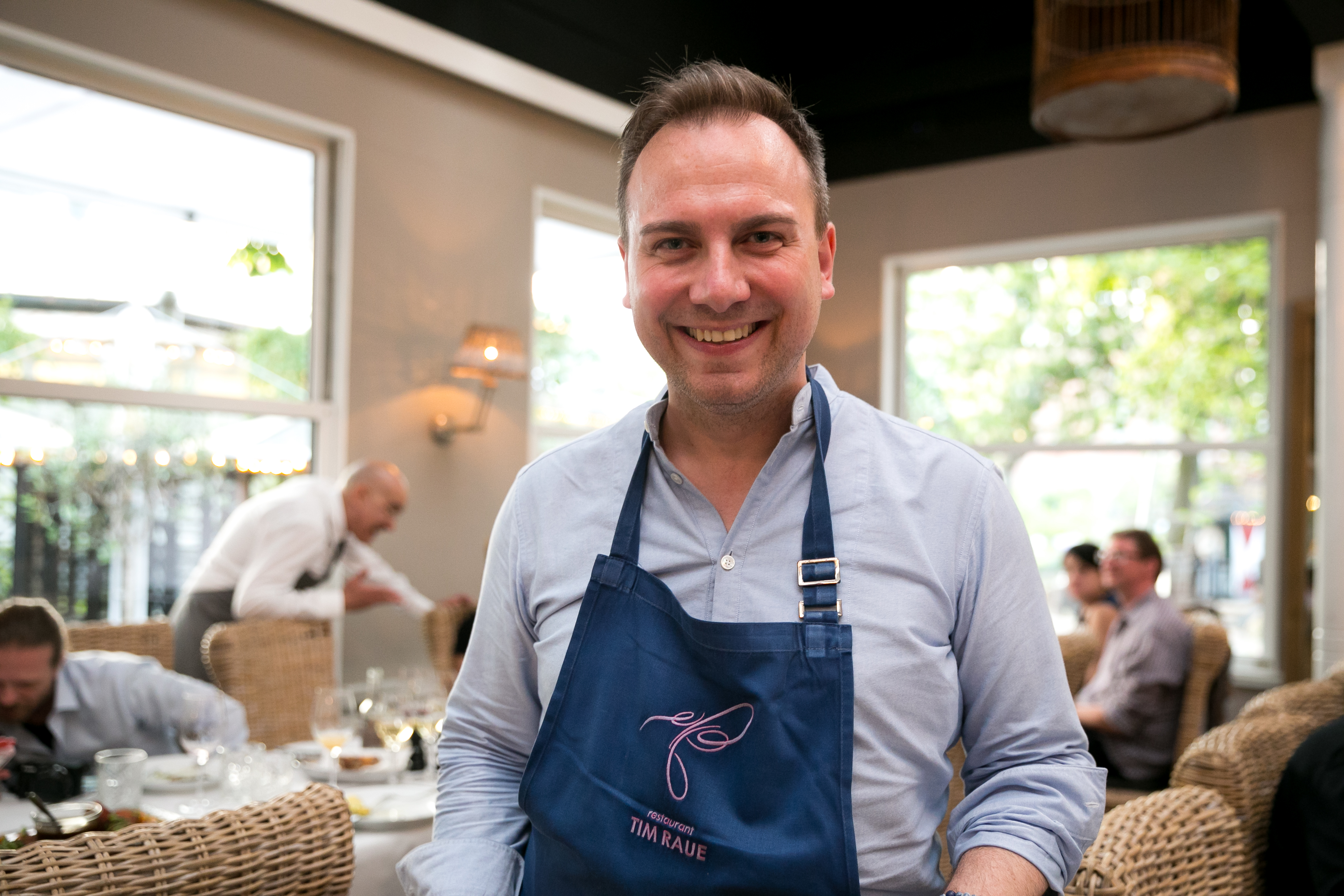
Tim Raue

## Episoden
Die Gesamtsieger der einzelnen Sendungen werden im Folgenden im Abschnitt „Köche“ namentlich fett dargestellt.
| #      | TV Erstausstrahlung | Köche                           | Tim Mälzer                     | Tim Mälzer                                                                                              | Tim Mälzer | Gegner                         | Gegner                                                                                                 | Gegner     |
| #      | TV Erstausstrahlung | Köche                           | Länder                         | Gericht                                                                                                 | Punkte     | Länder                         | Gericht                                                                                                | Punkte     |
| ------ | ------------------- | ------------------------------- | ------------------------------ | --- | ---------- | ------------------------------ | --- | ---------- |
| 1      | 1. Dezember 2019    | Tim Mälzer, Peter Maria Schnurr | Abbadia San Salvatore          | Kastaniennudeln mit Steinpilzen und knusprigen Kastanien & Schweinefilet mit Kastanienfüllung           | 4,7/10     | Breslau                        | Bigos und Piroggen                                                                                     | 7,3/10     |
| 1      | 1. Dezember 2019    | Tim Mälzer, Peter Maria Schnurr | Paris                          | Dorade en croûte de pain (nach Julien Duboué)                                                           | 7,5/10     | Bodenmais                      | Königliche Weißwurst mit Brezen und königlichem Weißwurstsenf                                          | 4,2/10     |
| Gesamt |                     |                                 | 12,2/20                        | 12,2/20                                                                                                 | 12,2/20    | 11,5/20                        | 11,5/20                                                                                                | 11,5/20    |
| 2      | 8. Dezember 2019    | Tim Mälzer, Nenad Mlinarevic    | Cullen Bay                     | Cullen Skink Soup                                                                                       | 6,5/10     | Neapel                         | Pizza Napoletana: Margherita, Pizza Pescatora, Pizza Ortolana                                          | 3,9/10     |
| 2      | 8. Dezember 2019    | Tim Mälzer, Nenad Mlinarevic    | Budapest                       | Gefüllter Gänsehals mit Graupen-Risotto                                                                 | 6,1/10     | Kobarid 1                      | Forelle in Molkereduktion & Sauermilcheis mit Steinpilzstreuseln (nach Ana Roš)                        | 6,5/10     |
| Gesamt |                     |                                 | 12,6/20                        | 12,6/20                                                                                                 | 12,6/20    | 10,4/20                        | 10,4/20                                                                                                | 10,4/20    |
| 3      | 9. Februar 2020     | Tim Mälzer, Christoph Kunz      | München                        | Bohnensuppe mit Nockerln und Kartoffelflecken                                                           | 4,4/10     | Wien                           | Reisfleisch mit Salsatopping und Kopfsalat (nach Markus Mraz) 2                                        | 4,7/10     |
| 3      | 9. Februar 2020     | Tim Mälzer, Christoph Kunz      | Bad Ragaz                      | Ziegenkäse-Gnocchi und Ei Royal (nach Silvio Germann)                                                   | 4,3/10     | Essaouira                      | Mhancha mit Fisch                                                                                      | 5,9/10     |
| Gesamt |                     |                                 | 8,7/20                         | 8,7/20                                                                                                  | 8,7/20     | 10,6/20                        | 10,6/20                                                                                                | 10,6/20    |
| 4      | 16. Februar 2020    | Tim Mälzer, Franz Keller        | Nikosia                        | Koupepia (Weinblätter), Kolokasi und Zicklein im Ofen                                                   | 4,8/10     | Nuits-Saint-Georges            | Boeuf Bourguignon mit Kartoffelpüree                                                                   | 6,5/10     |
| 4      | 16. Februar 2020    | Tim Mälzer, Franz Keller        | Rust/Vogtsburg im Kaiserstuhl  | Poularde in der Meersalzkruste mit Poulardenjus, Lauchgratin und Frühlingsgemüse 3                      | 4,9/10     | Dénia                          | Mandelbaumnougat (nach Quique Dacosta)                                                                 | 3,1/10     |
| Gesamt |                     |                                 | 9,7/20                         | 9,7/20                                                                                                  | 9,7/20     | 9,6/20                         | 9,6/20                                                                                                 | 9,6/20     |
| 5      | 23. Februar 2020    | Tim Mälzer, Haya Molcho         | Hermannstadt/Kleinschenk       | Dreierlei Polentaknödel mit Forellenzakuska, Pilzen und Schafskäse                                      | 5,9/10     | Münstertal                     | Geschmorte Rehschulter und Rehrücken mit Schupfnudeln, Gemüse und Johannisbeeren (nach Viktoria Fuchs) | 5,1/10     |
| 5      | 23. Februar 2020    | Tim Mälzer, Haya Molcho         | Jerusalem                      | Kebab mit Hummus                                                                                        | 6,1/10     | Norwich                        | Cotechino Cappellacci auf Linsen (nach Gennaro Contaldo)                                               | 5,8/10     |
| Gesamt |                     |                                 | 12,0/20                        | 12,0/20                                                                                                 | 12,0/20    | 10,9/20                        | 10,9/20                                                                                                | 10,9/20    |
| 6      | 1. März 2020        | Tim Mälzer, Max Strohe          | Nürnberg                       | Grünkohl und Spargel, Spargel und Aschesahne, Spargelcreme mit Geflügel-Kaffee-Jus (nach Yves Ollech) 4 | 6,7/10     | Bornholm                       | Aromatischer Austernsalat                                                                              | 4,0/10     |
| 6      | 1. März 2020        | Tim Mälzer, Max Strohe          | Taschkent                      | Somsa aus dem Tandur-Ofen mit drei verschiedenen Füllungen                                              | 0,0/10 5   | Bologna                        | Tagliatelle al ragù                                                                                    | 7,0/10     |
| Gesamt |                     |                                 | 6,7/20                         | 6,7/20                                                                                                  | 6,7/20     | 11,0/20                        | 11,0/20                                                                                                | 11,0/20    |
| 7      | 8. März 2020        | Tim Mälzer, Jan Hartwig         | Wien                           | Pilzbeuschel und Waldstauden-Pudding (nach Heinz Reitbauer) 6                                           | 5,4/10     | Dubai                          | Ginger Chicken mit Reis und Roti Brot                                                                  | 6,3/10     |
| 7      | 8. März 2020        | Tim Mälzer, Jan Hartwig         | Wigoltingen                    | Tarte Tatin mit Vanilleeis und Karamellsoße (nach Wolfgang und Christian Kuchler)                       | 4,7/10     | Saabolda/Värska                | Pire, Sõir, Roggenbrot 7 & Hechtfrikadellen                                                            | 4,6/10     |
| Gesamt |                     |                                 | 10,1/20                        | 10,1/20                                                                                                 | 10,1/20    | 10,9/20                        | 10,9/20                                                                                                | 10,9/20    |
| 8      | 15. März 2020       | Tim Mälzer, Martin Klein        | Kaysersberg                    | Elsässische Matelote 8                                                                                  | 8,1/10     | Rom                            | Pistazien-Eis und Mandarinen-Sorbet                                                                    | 8,3/10     |
| 8      | 15. März 2020       | Tim Mälzer, Martin Klein        | Bangkok                        | Trockenes Curry mit Jackfruit, Fischbällchen & Satorbohnen (nach Bee Satongun)                          | 6,3/10     | Sevilla                        | Albóndigas de Rabo de Toro                                                                             | 5,8/10     |
| Gesamt |                     |                                 | 14,4/20                        | 14,4/20                                                                                                 | 14,4/20    | 14,1/20                        | 14,1/20                                                                                                | 14,1/20    |
| 9      | 22. März 2020       | Tim Mälzer, Steffen Henssler    | Bad Zwischenahn                | Mockturtle Suppe mit Worcestersauce und Brot 9                                                          | 6,0/10     | Ramatuelle                     | Bouillabaisse (u. a. mit Rouille)                                                                      | 6,3/10     |
| 9      | 22. März 2020       | Tim Mälzer, Steffen Henssler    | San Francisco                  | Dim Sum                                                                                                 | 6,4/10     | Gifu                           | Ika Somen & Hamo Sushi                                                                                 | 5,2/10     |
| Gesamt |                     |                                 | 12,4/20                        | 12,4/20                                                                                                 | 12,4/20    | 11,5/20                        | 11,5/20                                                                                                | 11,5/20    |
| 10     | 29. März 2020       | Tim Mälzer, Tim Raue            | Valencia                       | Paella Valenciana                                                                                       | 7,2/10     | Bern/Rüeggisberg               | Schokoladen-Variationen (Pâtisserie) (nach Rolf Mürner)                                                | 5,7/10     |
| 10     | 29. März 2020       | Tim Mälzer, Tim Raue            | Kitzbühel/Aurach bei Kitzbühel | Wiener Schnitzel mit Kartoffelsalat und Preiselbeeren & Kaiserschmarrn mit Apfelmus                     | 3,02/10 10 | Kitzbühel/Aurach bei Kitzbühel | Wiener Schnitzel mit Kartoffelsalat und Preiselbeeren & Kaiserschmarrn mit Apfelmus                    | 3,99/10 10 |
| Gesamt |                     |                                 | 10,22/20                       | 10,22/20                                                                                                | 10,22/20   | 9,69/20                        | 9,69/20                                                                                                | 9,69/20    |

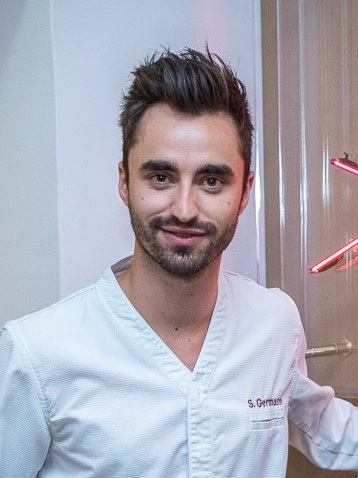
Silvio Germann
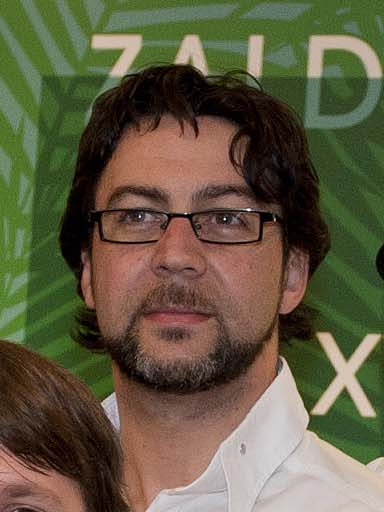
Quique Dacosta
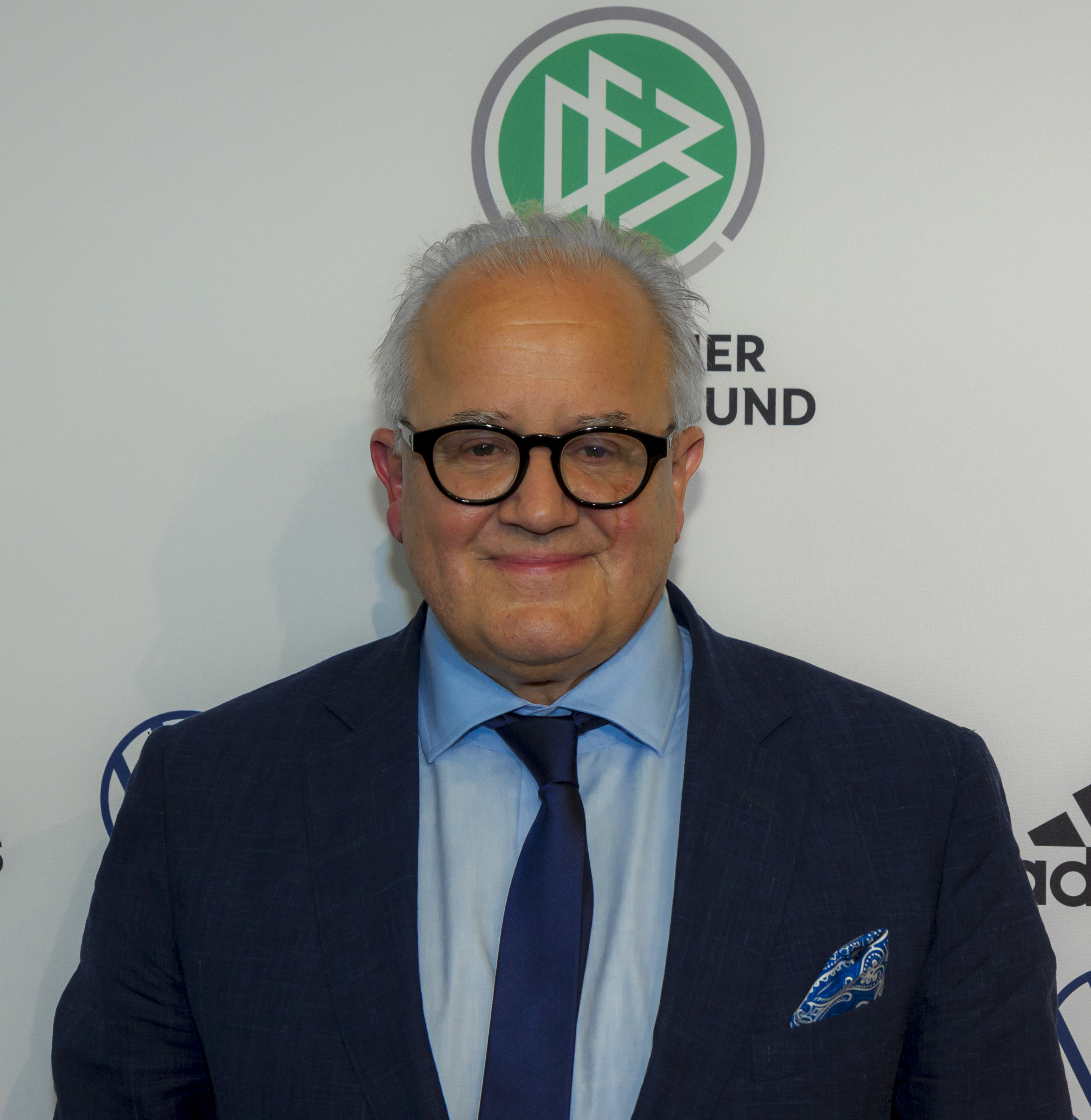
Fritz Keller
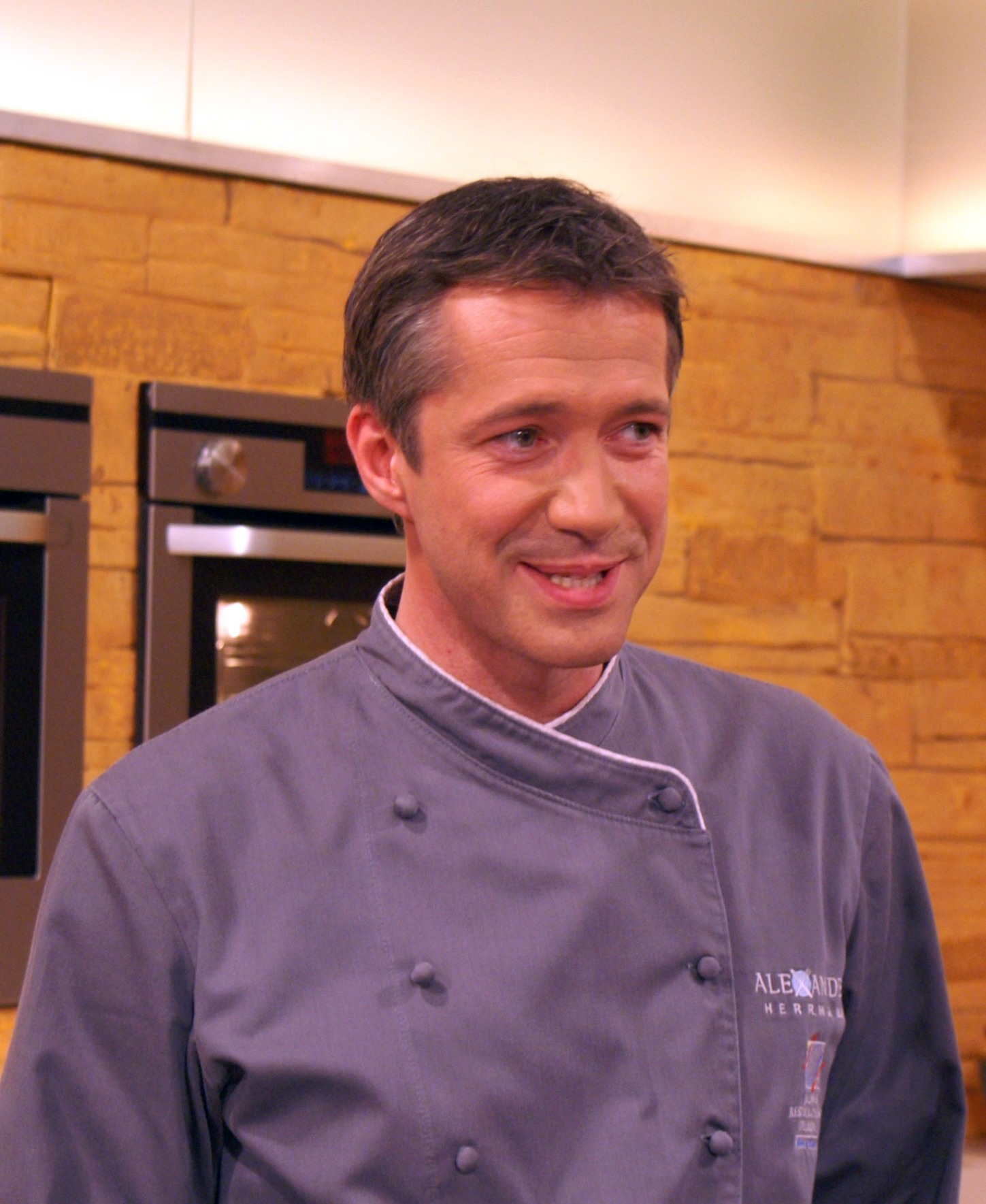
Alexander Herrmann
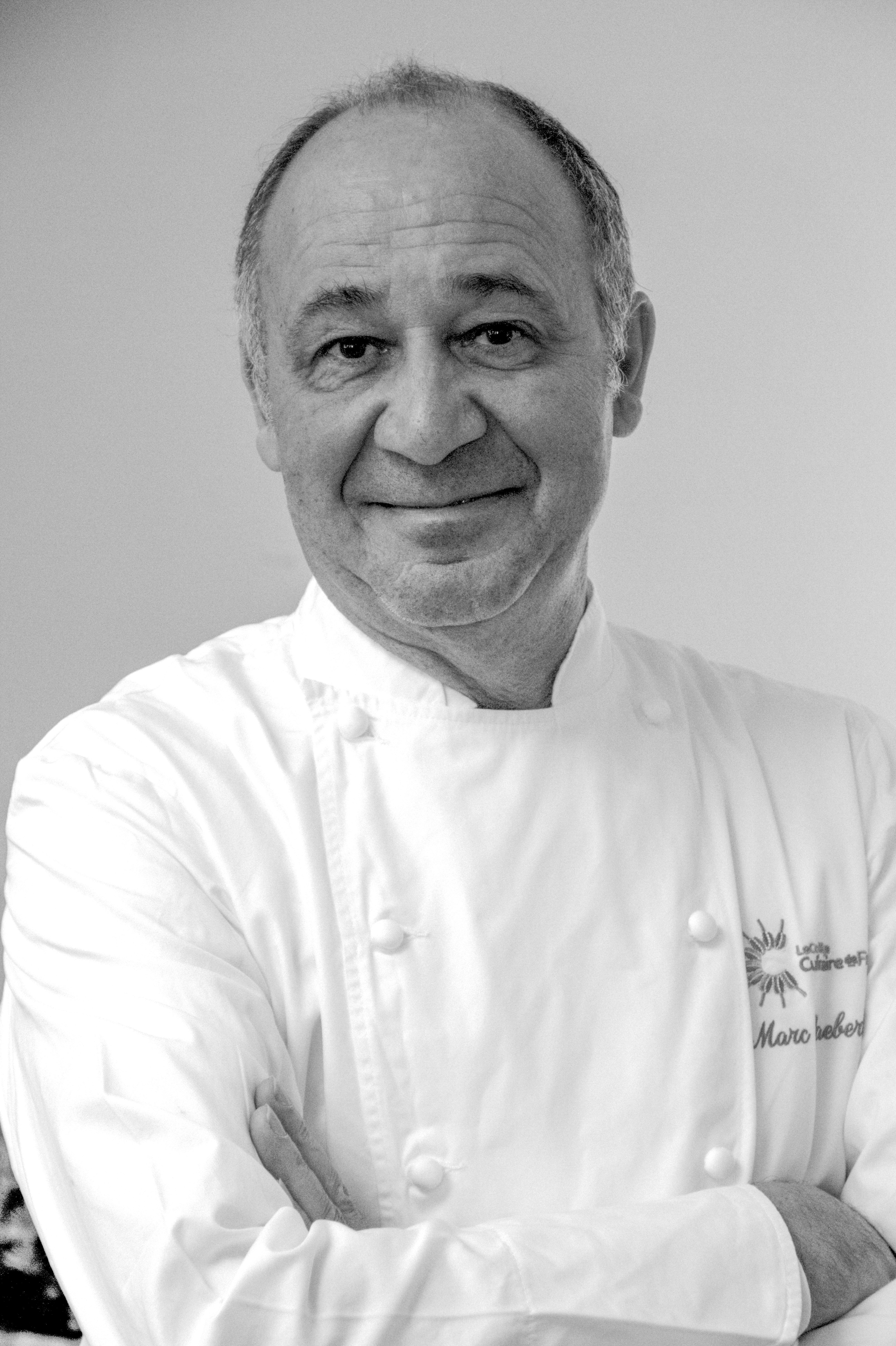
Marc Haeberlin
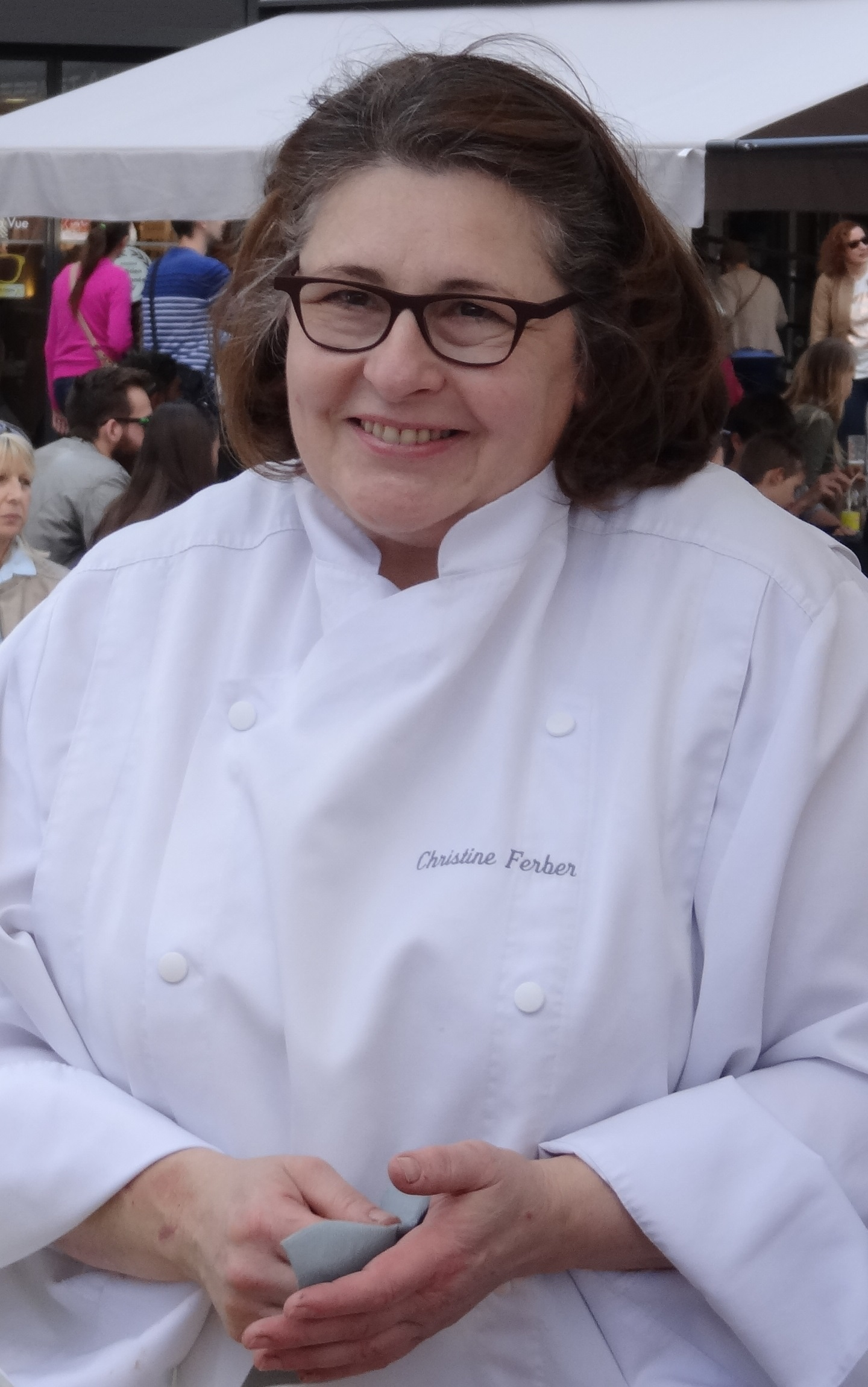
Christine Ferber
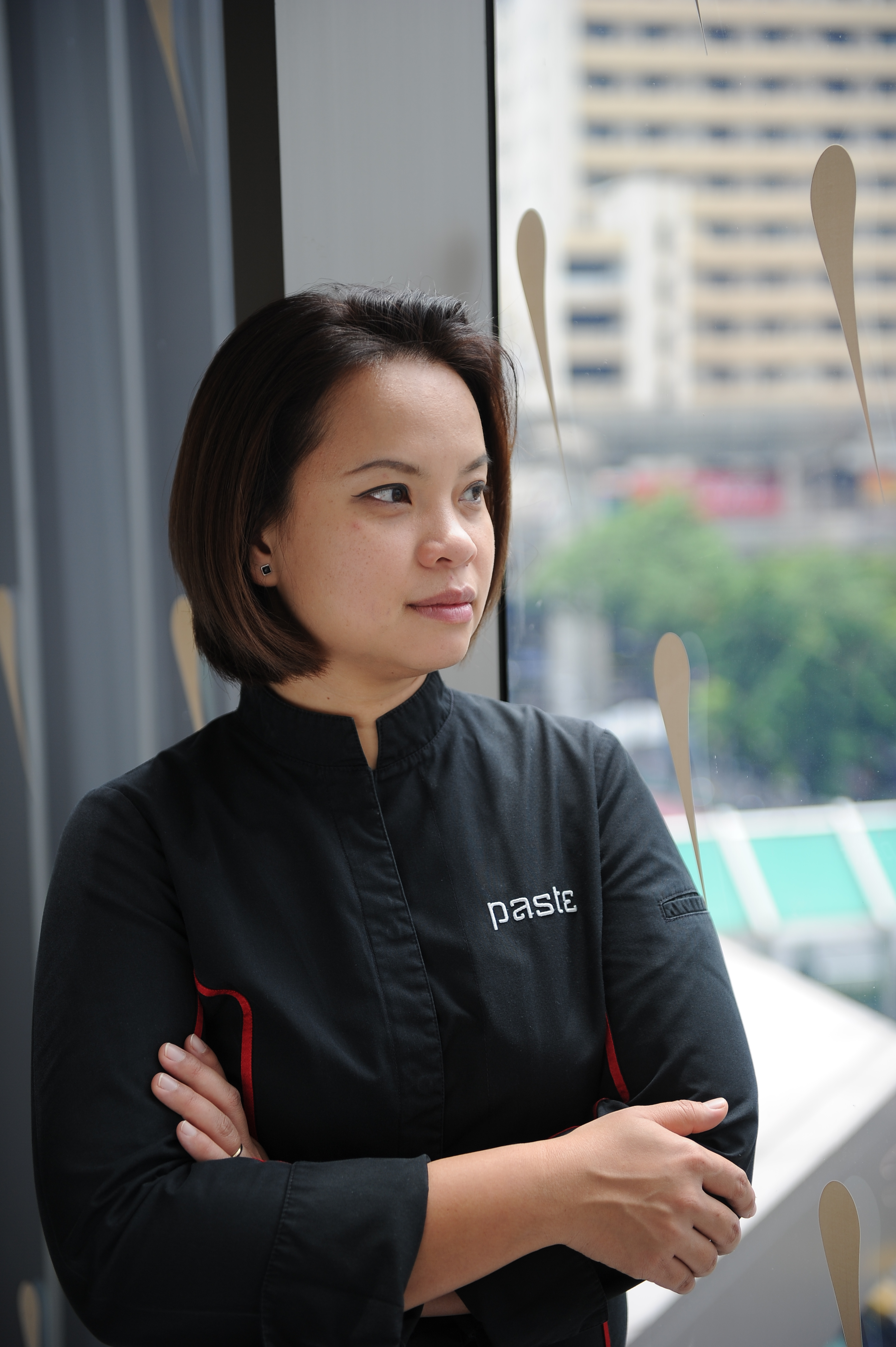
Bee Satongun
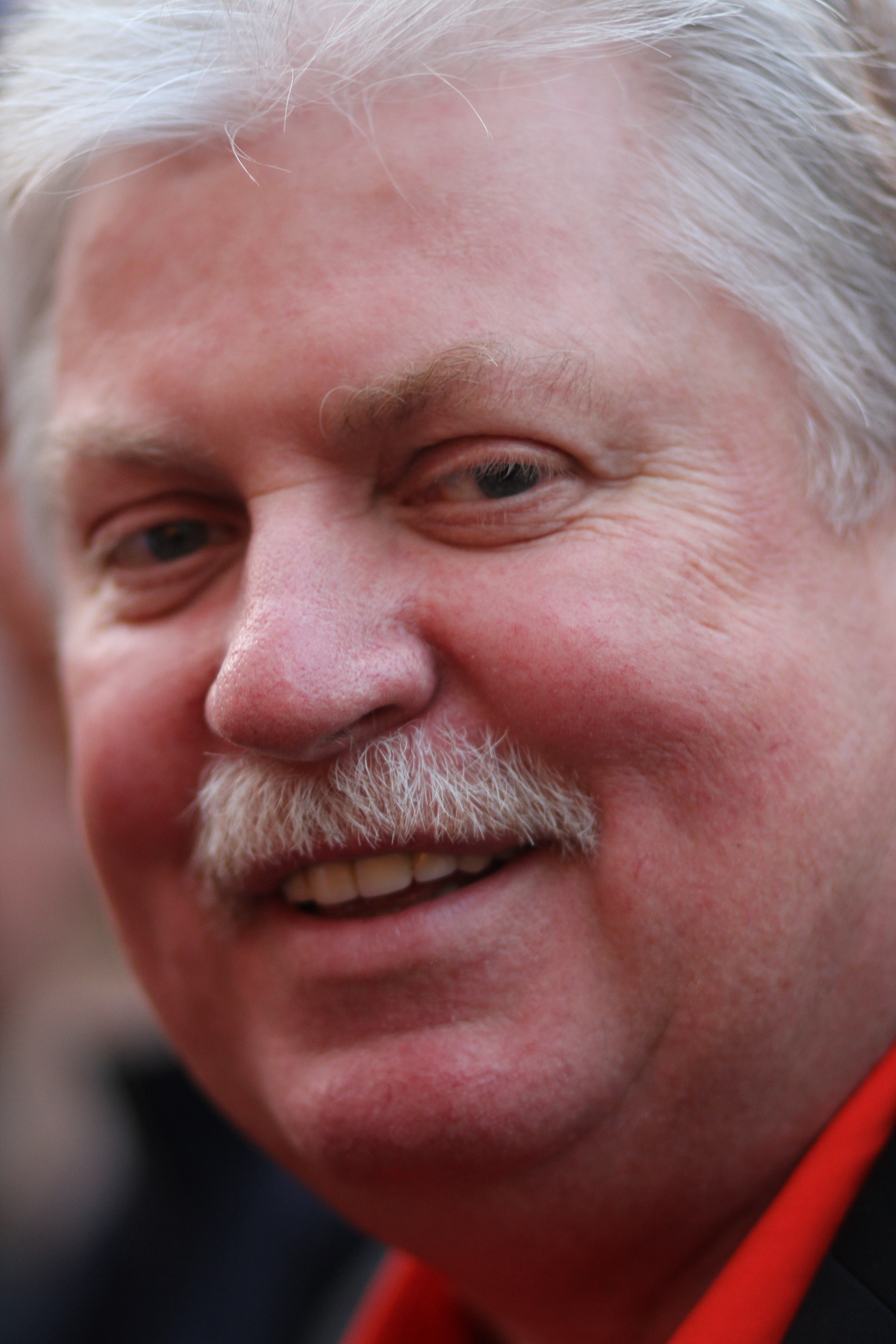
Klaus Baumgart
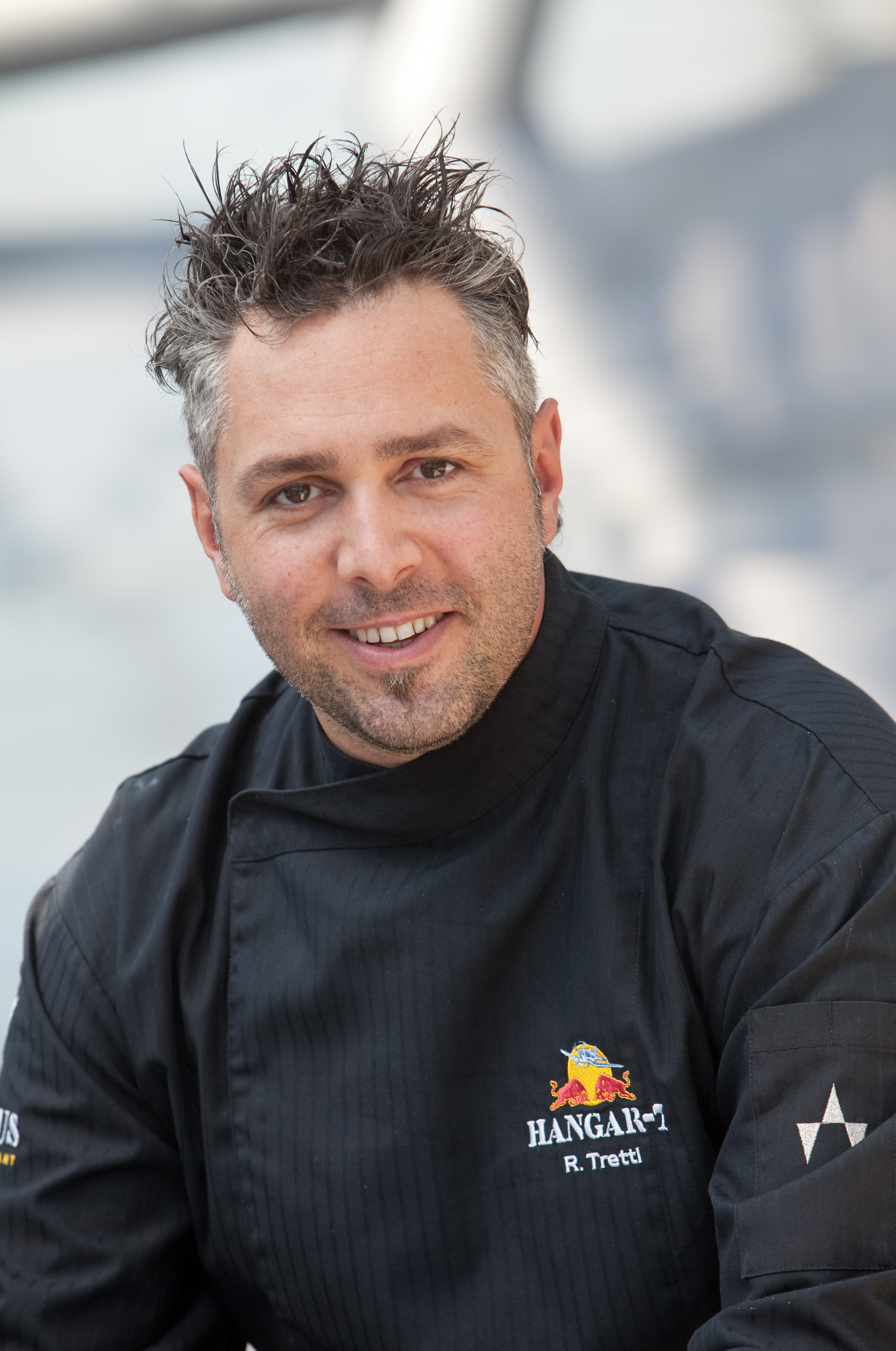
Roland Trettl
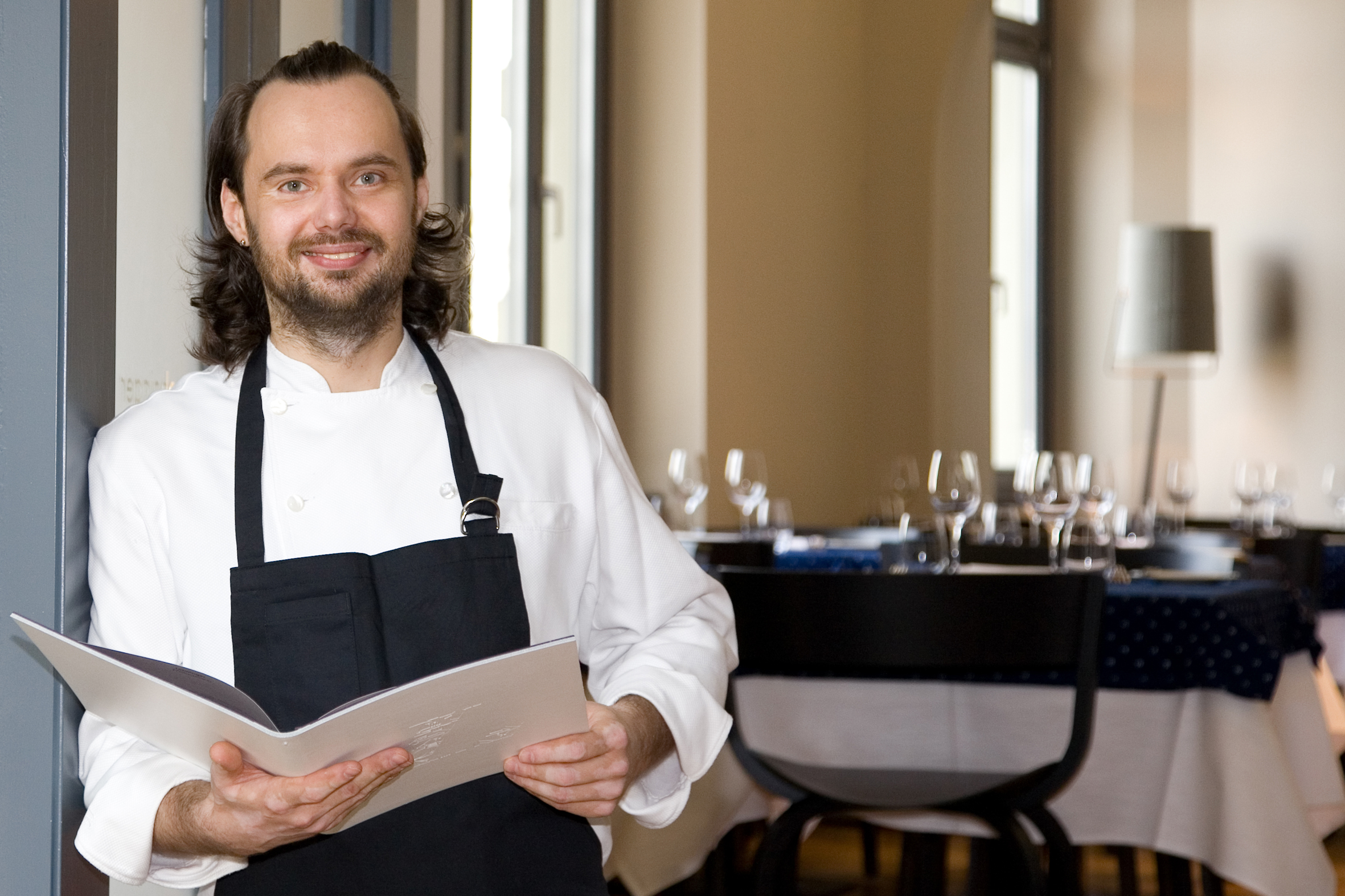
Mario Lohninger

## Einschaltquoten
| Folge | TV Erstausstrahlung | Zuschauer Gesamt | Zuschauer 14 bis 49 Jahre | Quote Gesamt | Quote 14 bis 49 Jahre | Quellen              |
| ----- | ------------------- | ---------------- | ------------------------- | ------------ | --------------------- | -------------------- |
| 1     | 1. Dezember 2019    | 1,2 Mio.         | keine Angabe              | 4,3 %        | 7,6 %                 | [ 20 ] [ 21 ] [ 22 ] |
| 2     | 8. Dezember 2019    | 1,32 Mio.        | 0,82 Mio.                 | 4,8 %        | 9,6 %                 | [ 23 ] [ 22 ]        |
| 3     | 9. Februar 2020     | 1,61 Mio.        | 1,00 Mio.                 | 5,5 %        | 11,0 %                | [ 24 ] [ 25 ]        |
| 4     | 16. Februar 2020    | 1,81 Mio.        | 1,08 Mio.                 | 6,5 %        | 12,9 %                | [ 26 ] [ 27 ]        |
| 5     | 23. Februar 2020    | 1,98 Mio.        | keine Angabe              | 7,0 %        | 14,8 %                | [ 28 ] [ 29 ] [ 30 ] |
| 6     | 1. März 2020        | 1,64 Mio.        | 0,95 Mio.                 | 5,8 %        | 10,4 %                | [ 31 ] [ 32 ]        |
| 7     | 8. März 2020        | 1,68 Mio.        | 1,12 Mio.                 | 6,1 %        | 13,7 %                | [ 33 ]               |
| 8     | 15. März 2020       | 1,58 Mio.        | 0,93 Mio.                 | 5,4 %        | 10,2 %                | [ 34 ]               |
| 9     | 22. März 2020       | 2,32 Mio.        | 1,43 Mio.                 | 7,1 %        | 13,7 %                | [ 35 ] [ 36 ]        |
| 10    | 29. März 2020       | 2,40 Mio.        | 1,49 Mio.                 | 7,6 %        | 15,0 %                | [ 37 ] [ 38 ]        |